# جالادین (رمان کوتاه)
جالادین (ارمنی: Ջալալէդդին) یک رمان است به زبان ارمنی که توسط رمان‌نویس شهیر ارمنی، رافی نگاشته شده‌است. این رمان برای نخستین بار در سال ۱۸۷۸ در روزنامه مشاک چاپ تفلیس منتشر شده‌است.

## نگارخانه

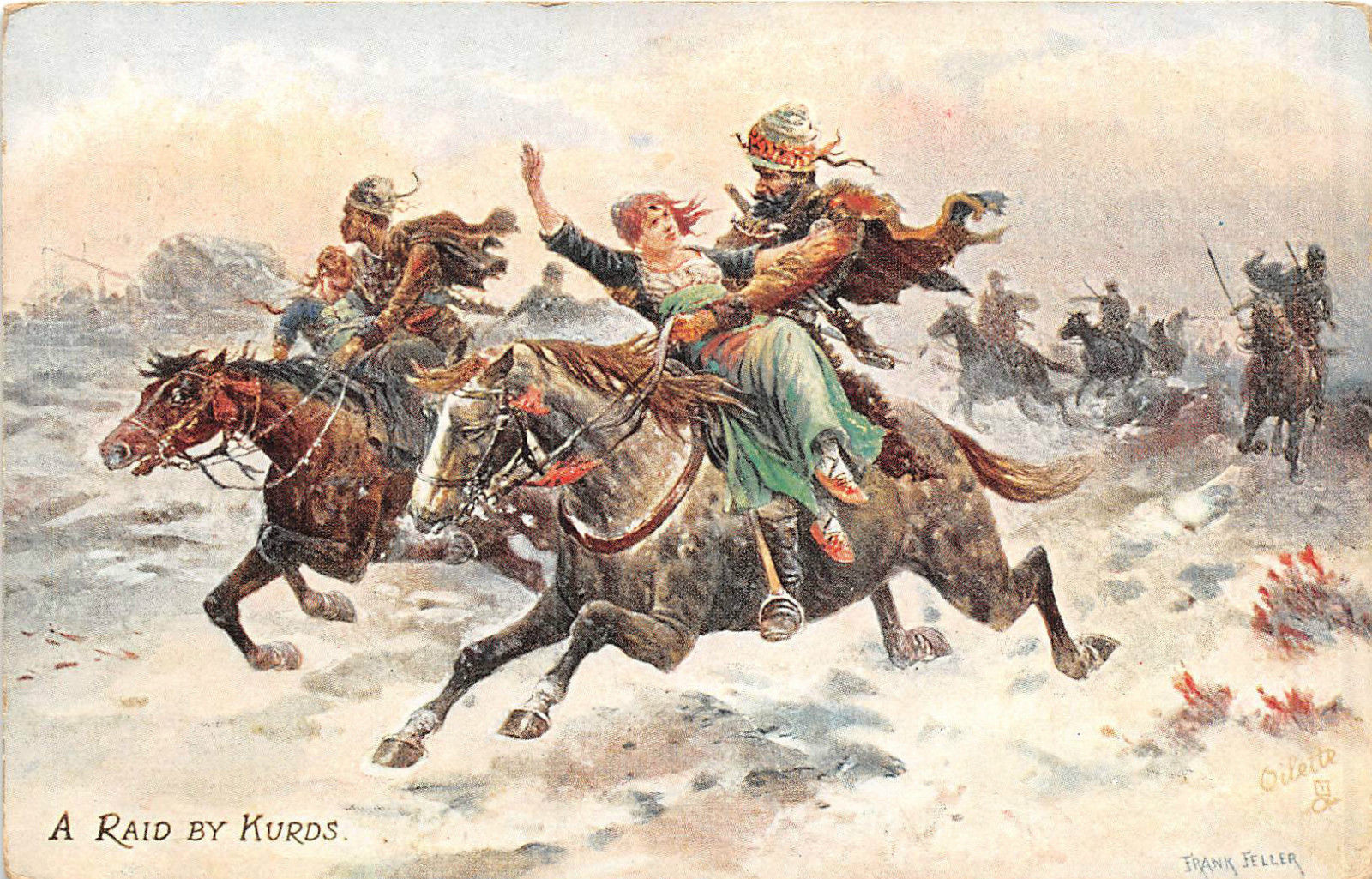
جنگاوران کرد